# Centenary Medal
The Centenary Medal is in 2001 door de Australische overheid in het leven geroepen. Het betreft een onderscheiding voor iemand die een goede inzet voor de Australische gemeenschap of de -overheid heeft getoond.
Deze onderscheiding is reeds aan meer dan 15.500 Australiërs afkomstig uit verschillende lagen van de bevolking toegekend. De nominaties worden bekendgemaakt door voorzitter Geoffrey Blainey.  
In 2001 ontving onder meer de wereldwijd bekende en in 2006 overleden wildedierendeskundige Steve Irwin deze medaille.